# Eugenio Montale
Eugenio Montale (Olaszország, Genova, 1896. október 12. – Olaszország, Milánó, 1981. szeptember 12.) irodalmi Nobel-díjas olasz költő.

## Élete
1896-ban született Genovában egy ötgyermekes középpolgári család legkisebb gyermekeként. Az apja egy vegyi termékekkel foglalkozó cég társtulajdonosa volt, amely mellesleg a Veneziani S.p.A. beszállítója volt, ahol Italo Svevo dolgozott. Műszaki középiskolába jár, de már fiatalon az irodalom érdekli, gyakori látogatója a város könyvtárainak, és gyakran hallgatja a testvére, Marianna magán filozófiaóráit. Irodalmi képzettsége tipikusan autodidakta, a kezdetekben Dante Alighieri, Petrarca, Boccaccio és Gabriele D’Annunzio munkáival, valamint az idegen nyelvekkel ismerkedik. Fiatalon az ének is érdekli, 1915 és 1923 között Ernesto Sivori ad neki órákat. 

### A világháború és a fasizmus
A Parmai katonai akadémia tagja lesz, és jelentkezik a frontra, majd egy rövid háborús tapasztalat után 1920-ban hazatér. 1919 és 1923 közt ismerkedik meg Monterosso al Mareban Anna degli Ubertivel, aki az Arletta-versciklus főszereplője lesz. 
1924-ben ismerkedik meg a perui származású Paola Nicolival, aki szintén több művében kap szerepet (pl.: Ossi di seppia és Le occasioni).
A fasizmus megszilárdulásakor Montale 1925-ben aláírja az Értelmiségi antifasiszták manifesztumát. 1927-ben Firenzébe utazik, ahol szerkesztői munkát kap, a Bemporad kiadónál. A korabeli Firenze a modern olasz irodalom meghatározó helyszíne, itt születtek Ungaretti első lírái, és olyan személyiségek éltek itt akkoriban, mint Vincenzo Cardarelli és Umberto Saba.
Montale több kiadóval is együtt dolgozik, irodalmi körök résztvevője, és szinte valamennyi fontos irodalmi folyóiratban publikál. A firenzei élet azonban anyagi bizonytalansághoz és bonyolult érzelmi élethez vezet. Ekkoriban sokat olvasott Dantét és Svevot, valamint amerikai klasszikusokat. 1948-ig megjelenik a Le occasioni a La bufera e altro első versei. 1943-ban Luganóban megjelenik a Finisterre című verseskötete.
1948-tól haláláig Milánóban él. A Corriere della sera munkatársa és a "Corriere d'informazione" zenekritikusa. 1956-ban megjelenik a La bufera és egy prózagyűjtemény, a “Farfalla di Dinard” is .
Utolsó verseskötetei, a Xenia (1966, amelyet a feleségének, Drusilla Tanzinak írt, a Satura (1971) és a Diario del '71 e del '72 (1973), egyértelműen azt igazolják, hogy a költő elszakadt az élettől.
Több egyetem adott neki honoris causa diplomát, így (Milánó (1961), Cambridge (1967), és Róma '74), irodalmi tevékenységéért szenátori címet kapott, majd 1967-ben Nobel-díjat. 1981-ben halt meg, és Firenzében temették el a felesége mellé.

## Munkássága
Montale viszonylag keveset írt, négy kötetnyi rövid verset, egy kötet versfordítást, és több prózai fordítást. Verseiben leginkább a modern ember létezésének célját kutatja, de választ nem ad, sőt azt tartja, hogy a költő csak azt tudja, hogy mik nem vagyunk. Meghatározatlan érzelmekről ír. Montale nem hitt a megváltoztathatatlan törvényszerűségekben, amelyek az ember és a természet létezését meghatározzák. Nem hitt semmilyen filozófiai vagy vallási ideológiában, amely konkrét és általános igazságot takart.

### Fontosabb művei
- Ossi di seppia (1925)
- Le occasioni (1939)
- Finisterre (1943)
- Quaderno di traduzioni (1948)
- La bufera e altro (1956)
- Farfalla di Dinard (1956)
- Xenia (1966)
- Auto da fè (1966)
- Fuori di casa (1969)
- Satura (1971)
- Diario del '71 e del '72 (1973)
- Sulla poesia (1976)
- Quaderno di quattro anni (1977)
- Altri versi (1980)
- Diario Postumo (1996)

### Magyarul
- A magnólia árnya; vál., utószó Lator László, ford. Kálnoky László, Lator László; Európa, Bp., 1968
- Naplók – versek / Diari – poesie; ford., előszó, jegyz. Baranyi Ferenc; Eötvös, Bp., 1996 (Eötvös klasszikusok) (magyar-olasz nyelven)
- Eugenio Montale versei; vál., utószó, szöveggond. Lator László, ford. Kálnoky László, Lator László; Európa, Bp., 2014 (Lyra mundi)